# Diaporthe woodii
Diaporthe woodii är en svampart som beskrevs av Punith. 1974. Diaporthe woodii ingår i släktet Diaporthe och familjen Diaporthaceae.   Inga underarter finns listade i Catalogue of Life.